# Campioni italiani assoluti di atletica leggera indoor - 200 metri piani maschili
Questa pagina raccoglie un elenco di tutti i campioni italiani dell'atletica leggera nei 200 metri piani indoor, specialità introdotta ai campionati italiani assoluti di atletica leggera indoor nella seconda edizione del 1971. Dal 1972 al 1979 la gara non fu parte del programma, tornandovi nel 1980 e dal 1982 al 2005. Oggi questa gara non è più presente alla manifestazione.

## Albo d'oro
| Anno      | Atleta (società)                                    | Prestazione           |
| --------- | --------------------------------------------------- | --------------------- |
| 1971      | Umberto Tedeschi AAA Genova                         | 22"0(m)               |
| 1972-1979 | Gara non in programma                               | Gara non in programma |
| 1980      | Pasqualino Abeti Pro Patria Az Verde Milano         | 21"49                 |
| 1981      | Gara non in programma                               | Gara non in programma |
| 1982      | Michele Di Pace Ford Omer Barletta                  | 21"65                 |
| 1983      | Luca Vaccari Gruppo Sportivo Fiamme Oro             | 22"05                 |
| 1984      | Carlo Simionato Pro Patria Pierrel Milano           | 20"90                 |
| 1985      | Stefano Tilli CUS Roma                              | 20"52                 |
| 1986      | Giovanni Bongiorni Pro Patria Freedent Milano       | 21"48                 |
| 1987      | Stefano Tilli CUS Roma                              | 20"62                 |
| 1988      | Marco Lavazza SNIA BPD Milano                       | 22"17                 |
| 1989      | Paolo Catalano Gruppi Sportivi Fiamme Gialle        | 21"05                 |
| 1990      | Carlo Occhiena Ceat Cavi Pont Donnas                | 20"99                 |
| 1991      | Giovanni Puggioni Gruppi Sportivi Fiamme Gialle     | 21"09                 |
| 1992      | Sandro Floris Gruppo Sportivo Fiamme Azzurre        | 21"15                 |
| 1993      | Carlo Occhiena Gruppo Sportivo Fiamme Oro           | 21"19                 |
| 1994      | Giorgio Marras Gruppo Sportivo Fiamme Oro           | 21"15                 |
| 1995      | Angelo Cipolloni Gruppi Sportivi Fiamme Gialle      | 21"14                 |
| 1996      | Marco Vaccari Gruppo Sportivo Fiamme Azzurre        | 21"29                 |
| 1997      | Angelo Cipolloni Gruppi Sportivi Fiamme Gialle      | 21"12                 |
| 1998      | Carlo Occhiena Gruppo Sportivo Fiamme Oro           | 21"11                 |
| 1999      | Carlo Occhiena Gruppo Sportivo Fiamme Oro           | 21"32                 |
| 2000      | Marco Torrieri Centro Sportivo Aeronautica Militare | 21"15                 |
| 2001      | Alessandro Attene Gruppo Sportivo Fiamme Azzurre    | 21"03                 |
| 2002      | Alessandro Attene Gruppo Sportivo Fiamme Azzurre    | 21"07                 |
| 2003      | Marco Torrieri Centro Sportivo Aeronautica Militare | 20"78                 |
| 2004      | Massimiliano Donati Gruppi Sportivi Fiamme Gialle   | 21"08                 |
| 2005      | Massimiliano Donati Gruppi Sportivi Fiamme Gialle   | 21"31                 |